# Vozuća
Vozuća (en serbe cyrillique : Возућа) est un village de Bosnie-Herzégovine. Il est situé dans la municipalité de Zavidovići, dans le canton de Zenica-Doboj et dans la fédération de Bosnie-et-Herzégovine. Selon les premiers résultats du recensement bosnien de 2013, il compte 925 habitants.

## Géographie
Le village est situé au bord de la rivière Krivaja, un affluent droit de la Bosna.

## Histoire
Sur le territoire du village se trouve le monastère de Vozuća, un monastère orthodoxe serbe fondé au XVIe siècle et refondé au XIXe siècle ; il est inscrit sur la liste des monuments nationaux de Bosnie-Herzégovine.

## Démographie

### Évolution historique de la population dans la localité
| 1948 | 1953 | 1961  | 1971  | 1981  | 1991  | 2013 |
| ---- | ---- | ----- | ----- | ----- | ----- | ---- |
| -    | -    | 1 078 | 1 088 | 1 912 | 1 948 | 925  |

|  |

### Communauté locale
En 1991, la communauté locale de Vozuća comptait 4 446 habitants, répartis de la manière suivante :